# Moritz Liepmann
Moritz Liepmann (* 8. September 1869 in Danzig; † 26. August 1928 in Hamburg) war ein deutscher Rechtswissenschaftler und der erste Kriminologieprofessor an der Universität Hamburg.

## Leben
Der aus einer Bankiersfamilie stammende Liepmann studierte Rechtswissenschaft in Kiel, Leipzig und Göttingen. Er promovierte zweimal: 1891 als Dr. iur. an der Universität Jena mit seiner Arbeit über „Die Entstehung des Schuldbegriffs“, 1896 als Dr. phil. mit der Dissertation „Die Staatstheorie des Contrat social“. Als einer der ersten Teilnehmer gehörte er dem Seminar Franz von Liszts an und habilitierte sich auf dessen Anregung 1897 an der Universität Halle für Rechtsphilosophie, Strafrecht und Strafprozess. 1902 wurde er als Extraordinarius an die Christian-Albrechts-Universität zu Kiel berufen. 1910 wurde er ordentlicher Professor. Er unterrichtete auch an der Marineakademie und -schule (Kiel).
Einem breiten Publikum wurde Liepmann bekannt durch seinen Kampf gegen die Todesstrafe in seinem Gutachten für den 31. Deutschen Juristentag 1912. 1919 nahm er den Ruf auf einen Kriminologie-Lehrstuhl an die neugegründete Universität Hamburg an. Seit 1920 übte er das Amt eines Hilfsrichters und Landgerichtsrats am Landgericht Hamburg aus. Seine 1921 erschienene Schrift „Die Reform des deutschen Strafrechts“ und das 1928 gegen die reichsgerichtliche Hochverratsrechtsprechung gerichtete Gutachten „Kommunistenprozesse“, in dem Kritik an der Justiz in der Weimarer Republik geübt wird, begründeten seinen Ruf als konsequenter Verfechter der Reformpolitik Liszts. Als dessen Schüler wie Gustav Aschaffenburg, Hans Walter Gruhle, Berthold Freudenthal, Gustav Radbruch und Rudolf Sieverts war Moritz Liepmann gesuchter Strafrechtspolitiker.
An der Universität Hamburg gründete Liepmann das Seminar für Strafrecht und Kriminalpolitik. Er gab die Hamburgischen Schriften zur gesamten Strafrechtswissenschaft heraus, die mit seinem Tod endeten. Er war Vorstandsmitglied der Deutschen Landesgruppe der Internationalen Kriminalistischen Vereinigung sowie Mitbegründer der Arbeitsgemeinschaft für Reform des Strafvollzuges, eines interdisziplinären Kreises von auf diesem Gebiet führenden Persönlichkeiten.
Moritz Liepmann war Protestant und Mitglied der Deutschen Demokratischen Partei. Seine Frau Helene war die Tochter des Philologen und Archäologen Carl Robert.

## Schriften
- Die Entstehung des Schuldbegriffs. Jena 1891.
- Die Staatstheorie des Contrat social. Halle 1896.
- Die Rechtsphilosophie des Jean Jacques Rousseau: Ein Beitrag zur Geschichte der Staatstheorieen. Berlin 1898.
- Einleitung in das Strafrecht. Eine Kritik der kriminalistischen Grundbegriffe. Berlin 1900.
- Der fahrlässige Falscheid des Zeugen. Kiel 1907.
- Die Beleidigung. Berlin 1909.
- Die Todesstrafe. Ein Gutachten. Nachdruck der Ausgabe Berlin 1912, Frankfurt am Main 1978.
- Die Reform des deutschen Strafrechts. Hamburg 1921.
- Kommunistenprozesse. Ein Rechtsgutachten. München 1928.
- Krieg und Kriminalität in Deutschland. Stuttgart 1930.

## Promotionsstudenten
An seinem Lehrstuhl waren Promotionsstudenten:
- Hilde Benjamin, Justizministerin der DDR,
- Hans Großmann-Doerth, Mitbegründer der Freiburger Schule des Ordoliberalismus,
- Walter Herrmann, Sozialpädagoge und Reformer in der Fürsorgeerziehung und im Strafvollzug.